# Trithyris scyllalis
Trithyris scyllalis là một loài bướm đêm trong họ Crambidae.